# Nemanjina (Zemun)
Ne doit pas être confondu avec Nemanjina.
La rue Nemanjina (en serbe cyrillique : Немањина) est située à Belgrade, la capitale de la Serbie, dans la municipalité de Zemun et dans le quartier de Donji Grad.
Elle est ainsi nommée en hommage à Stefan Nemanja (1113-1199), qui fut le souverain de l'État médiéval de Rascie et le fondateur de la dynastie des Nemanjić.

## Parcours
La rue Nemanjina naît au croisement de l'Avijatičarski trg, la « Place de l'Aviation », et des rues Nikolaja Ostrovskog et Miroslava Tirša (dont elle constitue le prolongement). Elle s'oriente vers le nord-nord-ouest et se termine au croisement des rues Štrosmajerova et Svetosavska (qui en constitue le prolongement). Tout le long de son parcours, elle borde le Gradski park, le « parc municipal » de Zemun.

## Éducation
L'école de musique Kosta Manojlović est située au n° 9 ; elle a été créée en 1939. La Faculté d'agriculture de l'Université de Belgrade, créée en 1905, se trouve au n° 6 de la rue.

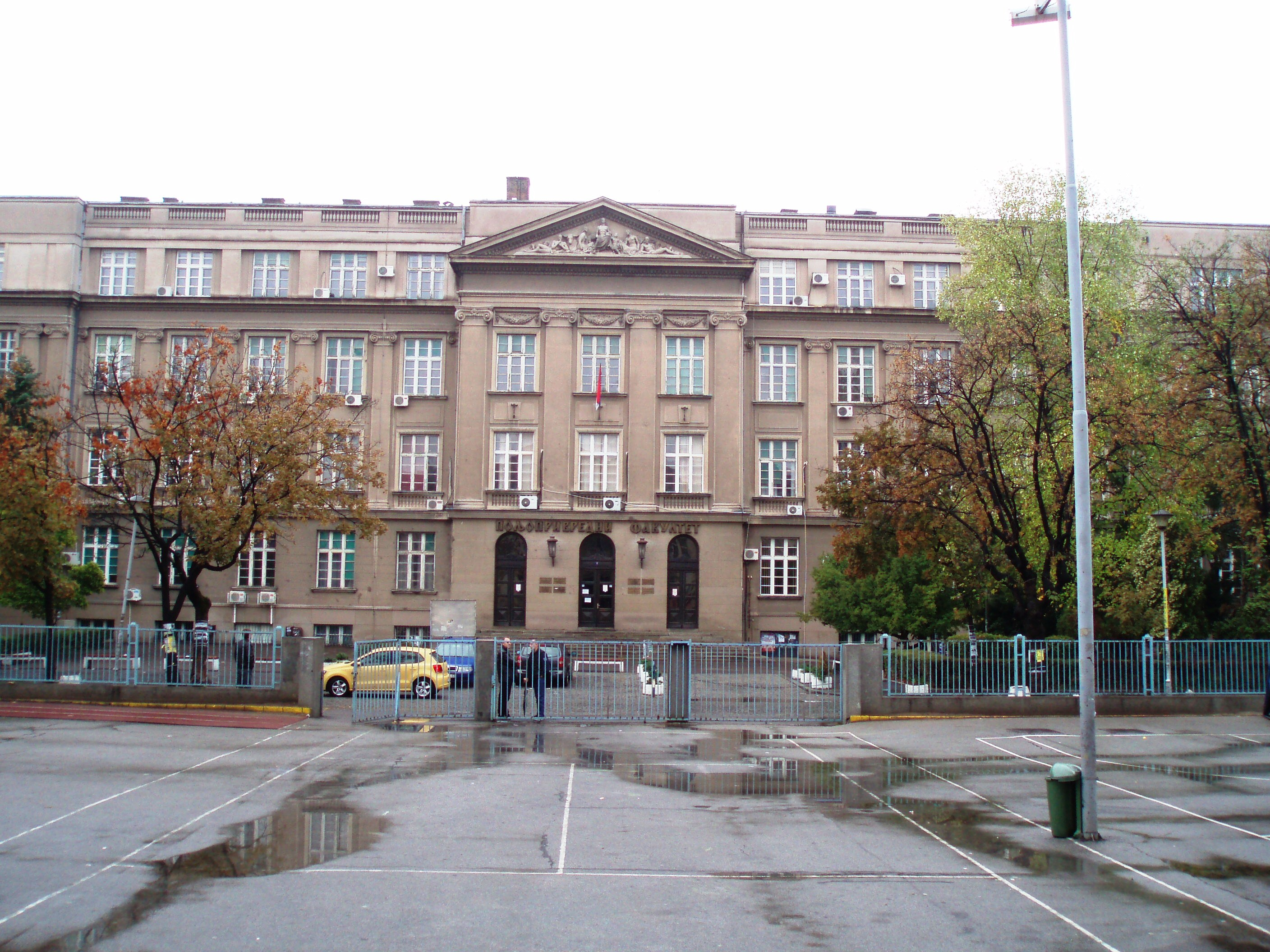
La Faculté d'agriculture de l'Université de Belgrade, au n° 6